# Аргентинская мерлуза
Аргентинская мерлуза, или патагонская мерлуза, или патагонский хек (лат. Merluccius hubbsi ) — вид рыб из семейства мерлузовых (Merlucciidae). Распространены в юго-западной части Атлантического океана вдоль побережья Аргентины. Встречаются на глубине от 50 до 800 м. Максимальная зарегистрированная длина 95 см. Размножаются икрометанием. Ценная промысловая рыба.

## Описание
Верхняя часть тела серо-коричневого цвета, бока серебристые, брюхо белое.

## Хозяйственное значение
Ценная промысловая рыба. В 2005—2014 годах мировые уловы аргентинской мерлузы варьировались от 315,5 до 422,7 тыс. тонн.